# Diócesis de Nuestra Señora de la Altagracia en Higüey
La diócesis de Nuestra Señora de la Altagracia en Higüey (en latín: Dioecesis a Domina Nostra vulgo de la Altagracia in Higüey, seu Higueyensis) es una circunscripción eclesiástica de la Iglesia católica en la República Dominicana. Se trata de una diócesis latina, sufragánea de la arquidiócesis de Santo Domingo. Desde el 30 de mayo de 2020 su obispo es Jesús Castro Marte.

## Territorio y organización

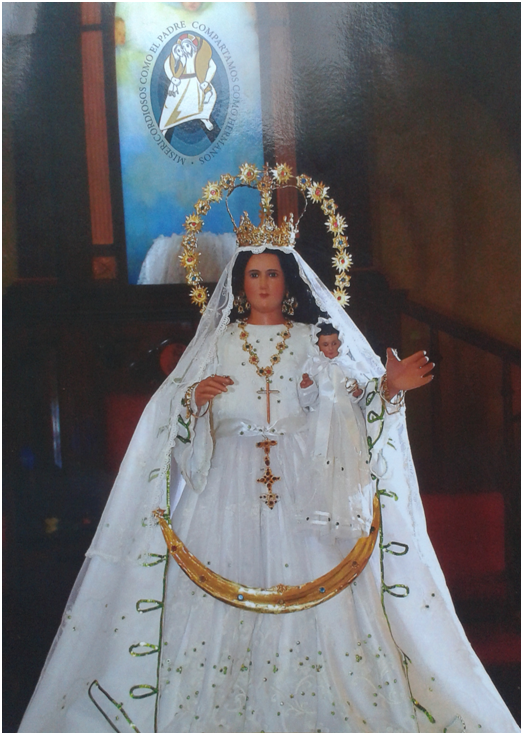
Nuestra Señora de Regla, patrona de la diócesis y titular de la catedral

La diócesis tiene 5154 km² y extiende su jurisdicción sobre los fieles católicos de rito latino residentes en las provincias de El Seibo, La Altagracia y La Romana.
La sede de la diócesis se encuentra en la ciudad de Higüey, en donde se halla la Catedral basílica de Nuestra Señora de la Altagracia, que es un santuario nacional en donde se encuentra la imagen original de la Virgen de la Altagracia.
En 2021 en la diócesis existían 36 parroquias.

## Historia
La diócesis fue erigida el 1 de abril de 1959 mediante la bula Sollemne est Nobis del papa Juan XXIII, obteniendo el territorio de la arquidiócesis de Santo Domingo. Su primer obispo fue Juan Félix Pepén y Solimán.
El 1 de febrero de 1997 cedió una parte de su territorio para la erección de la diócesis de San Pedro de Macorís mediante la bula Veritatem lucem del papa Juan Pablo II.

## Estadísticas
Según el Anuario Pontificio 2022 la diócesis tenía a fines de 2021 un total de 509 000 fieles bautizados.
| Año                                                                             | Población            | Población | Población      | Sacerdotes | Sacerdotes    | Sacerdotes    | Bautizados por sacerdote | Diáconos permanentes | Religiosos | Religiosos | Parroquias |
| Año                                                                             | Bautizados católicos | Total     | % de católicos | Total      | Clero secular | Clero regular | Bautizados por sacerdote | Diáconos permanentes | Varones    | Mujeres    | Parroquias |
| ------------------------------------------------------------------------------- | -------------------- | --------- | -------------- | ---------- | ------------- | ------------- | ------------------------ | -------------------- | ---------- | ---------- | ---------- |
| 1966                                                                            | 9 610                | 240 000   | 4.0            | 14         | 9             | 5             | 686                      |                      | 6          | 30         | 9          |
| 1970                                                                            | ?                    | 274 000   | ?              | 16         | 10            | 6             | ?                        |                      | 6          | 44         | 13         |
| 1976                                                                            | 302 562              | 316 562   | 95.6           | 24         | 13            | 11            | 12 606                   |                      | 14         | 49         | 14         |
| 1980                                                                            | 338 000              | 362 000   | 93.4           | 18         | 11            | 7             | 18 777                   |                      | 11         | 72         | 14         |
| 1990                                                                            | 394 000              | 410 000   | 96.1           | 24         | 13            | 11            | 16 416                   | 1                    | 16         | 69         | 18         |
| 1999                                                                            | 304 052              | 357 709   | 85.0           | 31         | 18            | 13            | 9808                     | 3                    | 20         | 57         | 18         |
| 2000                                                                            | 435 029              | 483 366   | 90.0           | 37         | 25            | 12            | 11 757                   | 2                    | 16         | 85         | 19         |
| 2001                                                                            | 436 758              | 487 958   | 89.5           | 34         | 23            | 11            | 12 845                   | 6                    | 17         | 82         | 19         |
| 2002                                                                            | 441 063              | 493 263   | 89.4           | 32         | 19            | 13            | 13 783                   | 8                    | 17         | 82         | 21         |
| 2003                                                                            | 442 100              | 495 300   | 89.3           | 36         | 21            | 15            | 12 280                   | 8                    | 19         | 88         | 22         |
| 2004                                                                            | 457 100              | 535 400   | 85.4           | 36         | 23            | 13            | 12 697                   | 14                   | 15         | 36         | 22         |
| 2013                                                                            | 509 000              | 613 000   | 83.0           | 40         | 23            | 17            | 12 725                   | 15                   | 22         | 68         | 36         |
| 2016                                                                            | 513 996              | 619 420   | 83.0           | 45         | 25            | 20            | 11 422                   | 2                    | 25         | 60         | 36         |
| 2019                                                                            | 528 430              | 636 790   | 83.0           | 39         | 25            | 14            | 13 549                   | 27                   | 20         | 56         | 36         |
| 2021                                                                            | 509 000              | 613 428   | 83.0           | 45         | 25            | 20            | 11 311                   | 27                   | 24         | 60         | 36         |
| Fuente: Catholic-Hierarchy, que a su vez toma los datos del Anuario Pontificio. |                      |           |                |            |               |               |                          |                      |            |            |            |

## Episcopologio
| Foto | Escudo | Nombre                           | Período                                                                                  |
| ---- | ------ | -------------------------------- | ---------------------------------------------------------------------------------------- |
|      |        | Juan Félix Pepén y Solimán †     | 1 de abril de 1959-12 de mayo de 1975 renunció                                           |
|      |        | Hugo Eduardo Polanco Brito †     | 10 de mayo de 1975-25 de marzo de 1995 retirado                                          |
|      |        | Ramón Benito de la Rosa y Carpio | 25 de marzo de 1995-16 de julio de 2003 nombrado arzobispo de Santiago de los Caballeros |
|      |        | Gregorio Nicanor Peña Rodríguez  | 24 de junio de 2004-30 de mayo de 2020 retirado                                          |
|      |        | Jesús Castro Marte               | Desde el 30 de mayo de 2020                                                              |